# Le Roi de l'orage
Le Roi de l'orage est le deuxième des huit tomes (en version française) qui composent la saga L'Arcane des épées. Il a été écrit par l'écrivain américain Tad Williams. Il est paru en 1988 aux États-Unis, et 1995 en France aux éditions Payot & Rivages.
En effet, la version américaine, The Dragonbone Chair, a été partagée en deux par l'éditeur et est donc devenu La Ligue du parchemin. Cette version elle-même a été découpée en deux: Le Trône du dragon et Le Roi de l'orage. 
Il a été traduit de l'américain par Jacques Collin.

## Résumé
Simon est un orphelin de quatorze ans, et vit depuis son plus jeune âge dans le château du Hayholt. Le Docteur Morgénès, son maître, lui a seulement appris à écrire, au grand dam de Simon qui souhaitait surtout apprendre la magie. Malheureusement, le vieil homme est tombé face à Pryrates, le conseiller du roi. Le jeune homme a du donc fuir dans les souterrains creusés par l'ancien peuple immortel des Sithis.
Il a pu sortir indemne de ce labyrinthe morbide, pour assister à la remise de Peine au roi Elias, une épée sombre et étrange.
Accompagné de son nouvel ami, un Troll nommé Binbiniqegabenick, Simon doit rejoindre l'armée du prince Josua postée à Naglimund afin de contrer les forces du mal gouvernées par Elias et le dieu mort-vivant Ineluki.